# Schenkia (dieren)
Schenkia is een geslacht van insecten uit de orde van de vliesvleugeligen (Hymenoptera) en de familie Ichneumonidae.

## Soorten
- S. albitarsis (Strobl, 1901)
- S. amphileuca Townes & Gupta, 1962
- S. aries (Thomson, 1883)
- S. crassicornis (Kriechbaumer, 1891)
- S. exigua (Habermehl, 1909)
- S. graminicola (Gravenhorst, 1829)
- S. humeralis Sawoniewicz, 1993
- S. iridescens (Cresson, 1864)
- S. kamtchatica (Habermehl, 1930)
- S. kasparyani Jonaitis, 1979
- S. labralis (Gravenhorst, 1829)
- S. leucopus Townes & Gupta, 1962
- S. lonchura Townes & Gupta, 1962
- S. opacula (Thomson, 1883)
- S. parallela Townes & Gupta, 1962
- S. rubricollis (Thomson, 1883)
- S. rufibasalis (Uchida, 1931)
- S. rufithorax (Strobl, 1901)
- S. scopulifer (Obrtel, 1953)
- S. spinolae (Gravenhorst, 1829)
- S. sylvatica Townes, Momoi & Townes, 1965
- S. tosaensis (Uchida, 1936)
- S. tuberculata Sheng, 2008